# Кунцевич, Анатолий Демьянович
Анато́лий Демья́нович Кунце́вич (6 августа 1934, д. Свислочь, Могилевская область, Белорусская ССР, СССР — 29 марта 2002, Сирия) — советский, российский учёный в области органической и прикладной химии, академик АН СССР (1987), генерал-лейтенант, один из создателей советского химического (бинарного) оружия.

## Биография
Окончил Военную академию химической защиты им. С. К. Тимошенко (1959).
В 1961—1984 гг. — служил в Центральном военно-химическом центре (33-й ЦНИИИ МО СССР, Шиханы, Саратовская область);
с 1972 г. принимал участие в разработках химического оружия;
в 1980 г. в составе научно-технической комиссии проводил в Афганистане экспертизу американских химбоеприпасов, участвовал в системной физико-химической и экологической экспертизе на Кубе, связанной с подозрением на применение США новых видов оружия;
в 1984—1991 гг. — заместитель начальника химических войск Министерства обороны СССР.
в 1986—1989 гг. — главный специалист Оперативной группы Политбюро по дезактивизации аварии Чернобыльской АЭС;
в 1988—1994 гг. — участвовал в исследованиях последствий войны США во Вьетнаме;
в 1990 г. поддержал проект переработки 6 тыс. тонн люизита в трёххлористый мышьяк. С последующим его использованием в производстве сверхчистого арсенида галлия для мировой электронной промышленности;
в 1991 г. создал и возглавил Центр экотоксиметрии при Институте химической физики им. Н. Н. Семёнова РАН;
в 1992—1994 гг. — председатель Комитета по конвенциональным проблемам химического и бактериологического оружия при Президенте РФ;
в 1993 г. Назначен представителем РФ в сирийском «Экологическом центре» в Джамрайне;
в 1995 г. Государственный департамент США принимает персональные санкции против Кунцевича;
в 1995 г. ему, работавшему тогда директором Центра экотоксиметрии РАН, было предъявлено обвинение в контрабанде вещества двойного назначения и взята подписка о невыезде.
С 1984 года жил в Москве в «Генеральском доме» (Ленинградский проспект, 75). Скоропостижно скончался 29 марта 2002 года, находясь в служебной командировке в Сирии (умер от инфаркта в салоне самолёта). Похоронен в Москве на Троекуровском кладбище.

## Научная деятельность
Основные исследования посвящены химии и технологии очистки поверхностей, воды и отработанных веществ. Разработал теоретические основы создания высокореакционных сорбентов. Установил (1970) критерии оценки полимерных материалов для технологических целей. Обосновал (1965) «координационный эффект» в реакциях нуклеофильного замещения, закономерности «жидкофазной» и «диффузионной» стадий реакций в сложных системах. Эти работы имели основополагающее значение для решения проблемы оптимизации управления хим. процессами в нестационарных условиях.
Автор и соавтор более 280 научных работ, свыше 40 авторских свидетельств. Внёс большой вклад в решение ряда фундаментальных и прикладных задач, направленных на защиту войск и населения от ОМП. Под руководством и непосредственном участии К. разработан ряд образцов оружия и средств защиты (индивидуальные дегазационные пакеты, приборы и машины специальной обработки, полидегазирующие рецептуры и вещества), которые состоят на снабжении войск. Большой вклад внёс в разработку оперативных мероприятий и долгосрочных программ ликвидации последствий аварии на Чернобыльской АЭС.

## Награды и звания
- Герой Социалистического Труда (1981).
- Награждён орденами Ленина, Трудового Красного Знамени, Красной Звезды и медалями.
- Лауреат Ленинской премии (1991).